# Elfos silvanos
Los elfos silvanos, o nandor, son una raza fantástica creada por el escritor británico J. R. R. Tolkien para las historias de su legendarium. Son una de las tres principales ramas de los elfos que aparecen en sus obras habitando la Tierra Media, junto con los noldor y los sindar. Los nandor son un grupo de elfos teleri que iniciaron el gran viaje hacia el oeste auspiciados por los valar, pero lo abandonaron antes de cruzar las Montañas Nubladas y se establecieron a orillas del río Anduin.
Los silvanos son amantes de la vida sencilla en el interior de profundos bosques, recelosos hasta el extremo de pueblos exteriores y muy indiferentes al destino de lo que ocurra fuera de sus fronteras.

## Comunidades silvanas en la Tierra Media
Sólo se conocen dos enclaves importantes de elfos silvanos, que perduraron durante las edades Segunda y Tercera: el bosque de Lothlórien y el Bosque Negro (anteriormente conocido como el Gran Bosque Verde). 

### Lothlórien
En la Gran Marcha de los Elfos hacia Beleriand, un importante grupo de éstos permaneció en las laderas orientales de las Montañas Nubladas, más precisamente, en el extenso territorio boscoso entre el río Cauce de Plata al norte; las praderas de árboles pequeños cercanos a Fangorn y se extendía a ambos lados del río Anduin al este. Aquí, los elfos silvanos constituyeron una gran comunidad que perduró y se consolidó en la Primera Edad. Tuvieron tratos con los Hombres de las Tres Casas de los Edain y con los Enanos de Moria. Con estos últimos, la relación fue más duradera y más profunda.
En la Segunda Edad del Sol esta comunidad se hizo muy heterogénea, pues llegaron, luego de la caída de Beleriand, Noldor (llegados allí siguiendo a su señora Galadriel), Sindar (procedentes del reino de Doriath y seguidores de sus señores Oropher y Celeborn). Sin embargo, fueron estos últimos quienes gobernaron a los Elfos de las Montañas Nubladas. Fue en esta Edad en la que la gran comunidad de Elfos Silvanos se separó, quedando en Lothlórien los elfos que serían conocidos en la Tercera Edad como los Galadhrim, que significa en Sindarin ‘pueblo de los árboles’.
Dado el terreno plano y sin grandes piedras con que construir, los elfos galadhrim tuvieron la costumbre de construir en la altura de los árboles unas plataformas de madera llamadas flets o telain, que en un principio sirvieron como puestos de vigilancia, pero que más tarde se transformó en morada permanente, sobre todo en Caras Galadon. De este tipo eran el talan donde vivía Galadriel, el que hizo construir Amroth a pedido de Nimrodel en Cerim Amroth, y los flets de la frontera norte donde pasaron la noche Frodo y la Comunidad del Anillo. 
Con la Marcha de los Silvanos de Oropher, los Galadhrim eligieron como Rey a Amdir, que los gobernó hasta la Guerra de la Última Alianza en la que cayó durante la Batalla de Dagorlad, siendo reemplazado en el trono por su hijo Amroth.
En esta Segunda Edad, la princesa Noldo Galadriel visitó y se quedó a vivir durante un tiempo en Lórinand. Allí, contribuyó en el proceso de sindarización del pueblo Silvano y llevó semillas del árbol del Mallorn; árbol que luego caracterizó al Bosque, y de ahí su nombre. Pero la relación de Galadriel y Celeborn con los elfos Galadhrim no se limitó solamente a cuestiones de índole cotidiano, sino que, frente a la amenaza de Sauron sobre el oeste de la Tierra Media, contribuyeron a la preparación de los elfos de Lórien para enfrentar el peligro. Tras la derrota de Sauron en el 1650, S. E. Celeborn cruzó por primera vez las Montañas Nubladas y ayudó a fortificar el bosque para impedir que Sauron volviera a intentar el cruce del Anduin. Pero, tanto la Noldo como el Sinda, no vivieron permanentemente en Lothlórien durante la Segunda Edad, pues estaba gobernada por el rey Amdír y, aunque eran acogidos con honores, otros asuntos los llevaban fuera del Bosque.
Durante la primera mitad de la Tercera Edad del Sol, los elfos de Lothlórien vivieron una relativa tranquilidad, bajo el reinado de Amroth. Fue en esta época en la que Amroth vivió su historia de amor con la doncella Nimrodel y cuando el trágico final ocurrió, luego de la caída de Moria y la expulsión de los enanos por el Balrog. Galadriel y Celeborn volvieron a Lothlórien, pero “(…) no tomaron el título de Rey o de Reina; porque decían que eran sólo los guardianes del pequeño reino, tan hermoso, la última avanzada de los Elfos en las tierras del este…” (Cuentos Inconclusos. "De Galadriel y Celeborn"). Y, para proteger al pequeño reino la Noldo, cubrió el Naith con un encantamiento con el poderoso anillo nenya, que lo mantuvo libre de peligros y con el poder de la perdurabilidad "en el país de Lorien nada muere".
A finales de la Tercera Edad, Lothlórien fue atacado por las tropas de Khamûl, siervo de Sauron, procedentes de Dol Guldur en el Bosque Negro. Estas fuerzas fueron rechazadas y, tras la caída de Mordor, los elfos de Lothlórien destruyeron Dol Guldur y dieron al Bosque Negro el nuevo nombre de Bosque de las Hojas Verdes. Posteriormente, Lothlorien es abandonada por los Galadhrim que se dirigen a vivir en el Sur del Gran Bosque.

### Bosque Negro
A Comienzos de la Segunda Edad, el elfo Sinda Oropher que vívía en las estribaciones de Amon Lanc condujo una importante hueste de Silvanos hacia el interior del Bosque Negro. Lo hizo porque estaba alarmado por el creciente poder de Sauron en la región y porque quería liberarse de la intrusión de los Enanos de Moria y de Galadriel y Celeborn en Lothlórien. Fue así que se dirigió a habitar los valles que rodeaban las laderas de las Emyn Duir haciéndose fuertes en esa región durante el resto de la Segunda Edad y el primer milenio de la Tercera.
Oropher muere en la Guerra de la Última Alianza y esa comunidad de Silvanos pasa a ser gobernada por su hijo Thranduil, padre de Legolas Hoja Verde. Su reino se extiende hasta los Bosques que rodeaban Erebor y a los Valles Norteños del Anduin. Cuando Sauron se instala en Dol Guldur, el Rey Thranduil abandona las Montañas del Bosque Negro y se dirige con todo su pueblo a instalarse en la parte nororiental del Bosque Negro, excavando una fortaleza en la margen septentrional del Río del Bosque.
La comunidad del Bosque Negro es la más auténticamente silvana de la Tierra Media. Viven muy aislados del exterior y sólo comercian con los Hombres de Esgaroth a través del sistema de los barriles.
A principios de la Cuarta Edad y luego de la derrota total de Sauron, el Bosque Negro pasa a llamarse Eryn Lasgalen, que traducido significa "El Bosque de las Hojas Verdes", y las dos comunidades silvanas del Este de las Montañas Nubladas se instalan en él. Celeborn abandona Lothlórien y reina con los Galadhrim la parte sur del Bosque, llamándolo Lórien Oriental; y Thranduil gobierna toda la parte norte hasta las Emyn Duir. Su hijo Legolas, se dirige con una parte de los silvanos al sur e instalan un pequeño reino silvano en Ithilien.